# 경마장

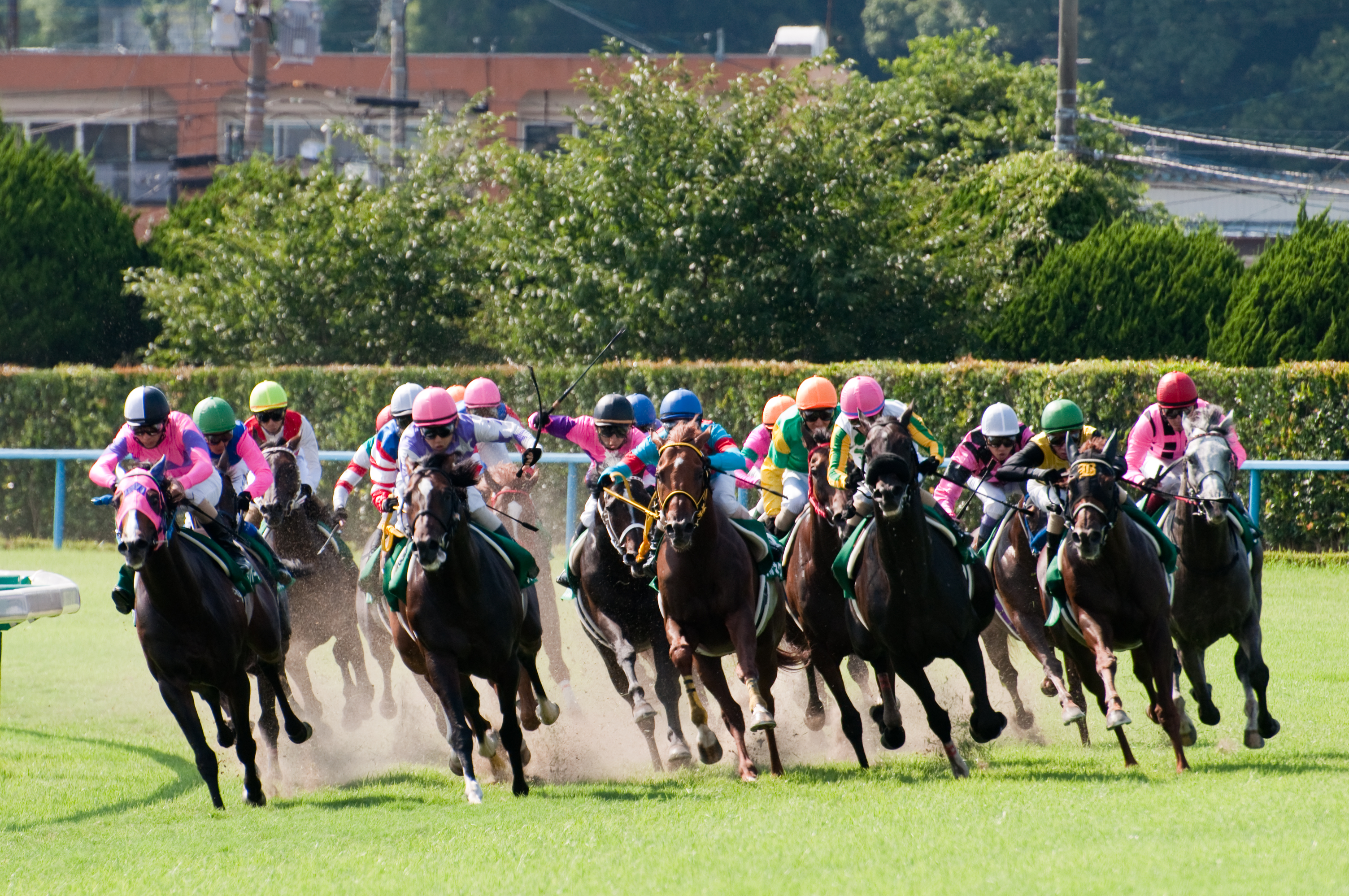

경마장(競馬場)은 경마를 시행할 목적으로 만든 시설이다. 경마장에는 경주를 직접 시행하는 경주로, 경주를 관제하고 관람객을 수용하기 위한 관람대, 경주마를 일시 수용하기 위한 마구간 등의 시설이 설치된다.
대한민국 내에서는 경마장이라는 명칭이 도박을 하는 곳이라는 좋지 않은 이미지를 가지고 있음에 따라 1998년부터 경마공원(競馬公園)이라는 명칭을 사용하고 있으며, 현재 한국마사회에서 과천, 부산, 제주 등 3개소의 경마공원을 운영하고 있다.

## 같이 보기
- 경주로